# Deutsche Wirbelsäulengesellschaft
Die Deutsche Wirbelsäulengesellschaft (DWG) widmet sich als eingetragener Verein mit Sitz in Ulm der Weiterentwicklung und Vertiefung der klinischen und wissenschaftlichen Forschung auf dem Gebiet der Wirbelsäulenchirurgie. Ihr gehören vorwiegend Fachärzte für Chirurgie, Neurochirurgie und Orthopädie an. 2016 gab es etwa 1900 Mitglieder.
Der Verein ist die größte fachgebundene Wirbelsäulengesellschaft Europas. Die DWG ist Mitglied der Arbeitsgemeinschaft der Wissenschaftlichen Medizinischen Fachgesellschaften (AWMF). Der Präsident der Gesellschaft wird jährlich neu gewählt. Anfang 2024 begann die Amtszeit von Ralph Kothe von der Schön Klinik Hamburg Eilbek.

## Geschichte und Ziele
Bis zum Jahr 2006 gab es in Deutschland zwei Gesellschaften, die sich wissenschaftlich mit der Wirbelsäule auseinandersetzten:
- Deutsche Gesellschaft für Wirbelsäulenchirurgie
- Gesellschaft für Wirbelsäulenforschung

Die Deutsche Gesellschaft für Wirbelsäulenchirurgie wurde am 4. Juni 1987 in Hamburg gegründet als eine Vereinigung von Chirurgen und Orthopäden, die auf dem Gebiet der Wirbelsäule in Klinik und Forschung tätig waren.
Zweck waren die  Weiterentwicklung und Vertiefung der klinischen und wissenschaftlichen Forschung auf dem Gebiet der Wirbelsäulenchirurgie. Aufgabe der Mitglieder der Gesellschaft war es, durch den Austausch und die Vermittlung eigener Kenntnisse und Erfahrungen die experimentelle und klinische Forschung auf diesem Gebiete zu fördern. Die Gesellschaft für Wirbelsäulenforschung wurde bereits am 5. Juli 1958 in Frankfurt gegründet, um die interdisziplinäre Auseinandersetzung mit den Problemen der Wirbelsäule zu fördern.
Thematische und inhaltliche Überschneidungen führten schon ab 1990 zu Bemühungen, eine Vereinigung beider Gesellschaften zu erreichen, um die Kräfte zu bündeln. Zu diesem Zeitpunkt war aber aufgrund von auftretenden Widerständen die richtige Idee noch nicht durchsetzbar.
Im Jahr 2003 wurde Claus Carstens zum Präsidenten der Gesellschaft für Wirbelsäulenforschung gewählt. Auf der entscheidenden Mitgliederversammlung wurde ihm das ausdrückliche Mandat zur erneuten Kontaktaufnahme mit der Deutschen Gesellschaft für Wirbelsäulenchirurgie übertragen mit dem Ziel von Gesprächen hinsichtlich einer möglichen Vereinigung beider Gesellschaften.

## Kommissionen
Für die wissenschaftliche und berufspolitische Arbeit hat die DWG mehrere Kommissionen ins Leben gerufen. Sie betreuen zusätzlich interne Aufgaben und die Preis- und Stipendienvergabe.
Aktuell sind folgende Kommissionen aktiv:
- Kommission Junges Forum
- Kommission Wirbelsäulenregister
- Kommission Berufspolitik und Berufsrecht
- Programmkommission
- Reisestipendium-Kommission
- Georg-Schmorl-Preis-Kommission
- DRG-Kommission
- Stiftungskommission
- Weiterbildungskommission
- Wissenschaft- und Studienkommission

## Auszeichnungen
Der Verein vergibt jährlich im Rahmen der Jahrestagung der Fachgesellschaft für hervorragende und unpublizierte Originalarbeiten aus dem gesamten Gebiet der Wirbelsäulenforschung den Georg-Schmorl-Preis. Der Preis wurde im Jahr 1965 durch die Gesellschaft für Wirbelsäulenforschung, eine der beiden Fachgesellschaften, aus der die Deutsche Wirbelsäulengesellschaft hervorging, begründet und ist mit 5.000 € dotiert.

## Publikationsorgan
- European Spine Journal mit wissenschaftlichen Publikationen und Originalarbeiten